# Baie des Baleiniers
La baie des Baleiniers (en anglais : Whalers Bay) fait partie de l'île de la Déception située dans l'archipel des îles Shetland du Sud, dans l'océan Austral.
Située entre Fildes Point (en) et Penfold Point (en) à l'entrée de Port Foster, la baie a été ainsi nommée par la Seconde expédition Charcot (1908-1910) en raison de son utilisation à cette époque par les baleiniers.
Le site est classé comme site ou monument historique de l'Antarctique (SMH 71).

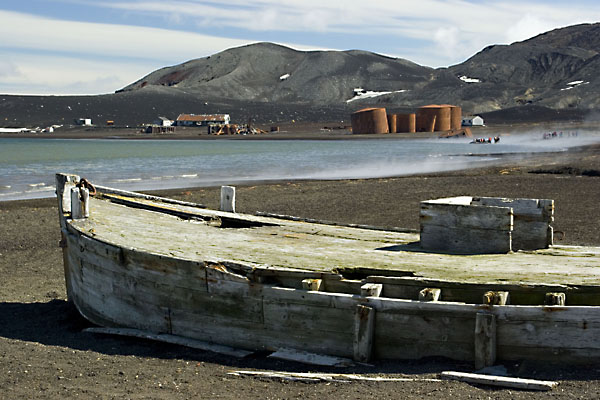
Restes locaux de la station baleinière norvégienne.